# Џејран
Џејран или гушава газела (лат. Gazella subgutturosa, рус. Джейран, енгл. Goitered gazelle) је врста сисара из реда папкара (Artiodactyla) и породице шупљорожаца (Bovidae). 

## Угроженост
Ова врста се сматра рањивом у погледу угрожености врсте од изумирања.

## Распрострањење
Ареал џејрана обухвата већи број држава у Азији. 
Врста је присутна у Монголији, Казахстану, Туркменистану, Кини, Пакистану, Ираку, Киргистану, Сирији, Авганистану, Ирану, Азербејџану, Таџикистану, Узбекистану.
Врста је изумрла у Кувајту, Јерменији и Грузији.

## Станиште
Станишта врсте су планине, брдовити предели, полупустиње и пустиње.